# Complexo Desportivo Municipal Casal Vistoso
Der Complexo Desportivo Municipal Casal Vistoso ist eine Sporthalle in der Stadtgemeinde Areeiro der portugiesischen Hauptstadt Lissabon.
Der Komplex wurde ab 1991 durch den Architekten Frederico George in Zusammenarbeit mit Jorge Novais Bastos errichtet und später um ein Schwimmbad erweitert.
Die Ballsporthalle erstreckt sich auf eine Grundfläche von 48 × 30 Metern und bietet 1.386 Zuschauern Platz. Das Schwimmbad verfügt über ein Wettkampfbecken der Größe 25 × 20 Meter.
Der Sportkomplex ist Schauplatz verschiedener Sportveranstaltungen, darunter den Erstligaspielen der Handballabteilung von Sporting Lissabon. 2010 fand dort der Nationalkongress der Juventude Socialista statt.